# Margarita Talamona
Margarita Talamona fue una nadadora argentina que consiguió el récord sudamericano en los 100 metros estilo pecho, con un tiempo de 1m31s.
Asimismo, en el Campeonato Argentino de Natación de 1937, compitiendo para el Club Atlético Obras Sanitarias de la Nación, consiguió el récord sudamericano en los 400 metros estilo pecho y el récord argentino en los 200 metros estilo pecho.
Compitió en la época de, entre otras, Jeanette Campbell, Úrsula Frick, Elena Tuculet, Dora Rhodius y Susy Michells.